# Ronald Edmond Balfour
Pour les articles homonymes, voir Balfour (homonymie).
Ronald Edmond Balfour, né en 1904 est mort le 10 mars 1945 à Clèves, est un historien médiéval britannique et Fellow du King's College de Cambridge.
Balfour fait ses études à Eton et au King's College de Cambridge. Il est élu Fellow du King's College en 1928 et chargé des cours en histoire en 1930.

## Seconde Guerre mondiale
Pendant la Seconde Guerre mondiale, il occupe des postes administratifs au sein de la section française du Ministère de l'Information. En 1941, il est nommé membre du King's Royal Rifle Corps
puis a travaillé à Winchester et à York pour interviewer des recrues et enfin avec la section des Monuments Men (MFAA) du Supreme Headquarters Allied Expeditionary Force.
Il est mort touché par un éclat d’obus, alors qu’il opérait au-delà de la ligne de front alliée à Clèves, à la recherche d’œuvres d’art à protéger des dommages de guerre. Il est enterré au cimetière de guerre de la forêt de Reichswald.

## Héritage
Il lègue sa bibliothèque personnelle de 8 000 livres à partager entre le Cambridge University Library et le King's College Library.
Dans le film Monuments Men de 2014, il est vaguement représenté par l'officier britannique fictif "Donald Jeffries", joué par Hugh Bonneville.